# Tiago Santos
Tiago Carvalho Santos (* 23. července 2002) je portugalský profesionální fotbalista, který hraje na pozici pravého obránce za francouzský klub Lille OSC.

## Klubová kariéra

### Estoril
Santos je mládežnickým produktem Sportingu CP a následně působil v akademiích Oeiras, Sacavenense a v roce 2021 se přesunul do týmu U23 v Estorilu. Dne 9. července 2022 byl povýšen do seniorského týmu Estorilu pro sezónu 2022/23.
Santos debutoval v Primeira Lize při remíze 2:2 s Rio Ave 19. srpna 2022, při které asistoval u prvního gólu zápasu. Získal ocenění Mladý hráč měsíce v Primeira Lize za duben 2023. Santos zakončil sezónu 2022/23 se 7 asistencemi ve 30 ligových zápasech.
Během přestupového období v létě 2023 se o Santose zajímala Benfica. Estoril za pravého obránce přijal nabídku ve výši 5 milionů eur. Přestup ale nakonec ztroskotal.

### Lille
Dne 5. července 2023 podepsal Santos pětiletou smlouvu s klubem Ligue 1 Lille, který za pravého obránce zaplatil 6,5 milionu eur.
Za Les Dogues debutoval 11. srpna, když v úvodním zápase Ligue 1 2023/24 nastoupil při remíze 1:1 na hřišti Nice. O třináct dní později Santos debutoval v evropských soutěžích, když nastoupil při domácím vítězství 2:1 nad HNK Rijeka v play-off Evropské konferenční ligy UEFA. Dne 26. listopadu 2023 vstřelil Santos svůj první profesionální gól zpoza pokutového území při ligovém vítězství 2:0 na hřišti Olympique Lyon.

## Reprezentační kariéra
Santos debutoval v reprezentaci Portugalska do 21 let 8. září 2023, kdy nastoupil při domácím vítězství 3:0 nad Andorrou v kvalifikačním zápase na Mistrovství Evropy ve fotbale hráčů do 21 let 2025.

## Statistiky

### Klubové
Platí k zápasu hranému 29. března 2024.
| Klub              | Sezóna            | Liga              | Liga   | Liga | Národní pohár | Národní pohár | Ligový pohár | Ligový pohár | Kontinentální | Kontinentální | Celkově | Celkově |
| Klub              | Sezóna            | Soutěž            | Zápasy | Góly | Zápasy        | Góly          | Zápasy       | Góly         | Zápasy        | Góly          | Zápasy  | Góly    |
| ----------------- | ----------------- | ----------------- | ------ | ---- | ------------- | ------------- | ------------ | ------------ | ------------- | ------------- | ------- | ------- |
| Estoril           | 2022/23           | Primeira Liga     | 30     | 0    | 2             | 0             | 2            | 0            | —             | —             | 34      | 0       |
| Lille             | 2023/24           | Ligue 1           | 22     | 1    | 3             | 1             | —            | —            | 9             | 1             | 33      | 3       |
| Celkově v kariéře | Celkově v kariéře | Celkově v kariéře | 52     | 1    | 4             | 1             | 2            | 0            | 9             | 1             | 69      | 3       |